# Club Defensores de Cambaceres (fútbol femenino)
El Club Defensores de Cambaceres es un club de fútbol argentino, fundado el 12 de octubre de 1921. Tiene su sede en Ensenada, ciudad cercana a La Plata, Provincia de Buenos Aires. Actualmente se desempeña en la Primera División C, tercera división del fútbol argentino femenino.
Su equipo de fútbol femenino conocido como Cambaceres femenino y apodado las Rojas inició en la institución desde el año 2017, compite oficialmente en AFA desde 2021.

## Historia

### Primeros intentos de oficialidad en AFA
Las Rojas tuvieron sus primeras participaciones desde mediados de 2017. Se destaca un encuentro el 21 de diciembre de 2017, en un amistoso ante Defensa y Justicia el cual ganaron por 6-0, en el marco de un evento a beneficio cuyo principal acontecimiento era un partido entre "Los Amigos de Pratto" y "Los Amigos de Wilchez". El equipo en cuestión, representaría a Cambaceres en torneos oficiales a partir del año 2018. A principios de susodicho año tuvieron sus primeros entrenamientos y ganaron la Liga Femenina de Fútbol 11 organizada por el Club Curtidores. Sin embargo, por motivos económicos, el club decidió no participar de torneos oficiales AFA ese año.
En el año 2019 nuevamente tuvo intenciones de sumarse, e incluso fue incluido AFA en la lista de equipos participantes del torneo de Primera C 2019-20 y el 29 de junio de dicho año presentaron su cuerpo técnico oficialmente. Aunque por segunda vez, no acabaron participando.

### Oficialidad confirmada
Finalmente en septiembre del año 2020, se confirma oficialmente que participaría en el año 2021 oficialmente en AFA, en el campeonato de Primera División C (tercera categoría) en la temporada de ese mismo año. bajo la conducción de Federico Quiroga como D.T.  y Sebastián Landro como coordinador de la disciplina y se comenzó con pruebas de jugadoras y el armado del plantel reserva.

### Debut y actualidad
Integró la Zona A de la Primera C 2021. Su debut se dio el 28 de agosto de susodicho año ante Claypole, resultando en derrota por 0-3 en calidad de local. Rosario Fiorenza anotó el primer gol oficial de la historia del equipo, el 18 de septiembre de 2021 en la tercera fecha ante Fénix, que culminó en derrota 1-7 de Las Rojas.
El primer campeonato de Camba no fue el mejor, cosechando 9 derrotas y 1 empate, sin poder conseguir una victoria y acabando en último lugar.
El siguiente torneo arrancó de buena manera, ganando por 2-0 con doblete de Liliana Flores a Chacarita Juniors por la primera fecha de local, consiguiendo su primer triunfo en la rama femenina. Culminó en 5° lugar en su zona, clasificando a la fase permanencia, donde acabó en 3° lugar. Cosechó 18 victorias, 8 empates y 6 derrotas en toda la temporada.

## Jugadoras

### Plantel
Actualizado a abril de 2023.

### Mercado de pases
| Mercado de Invierno 2023 | Mercado de Invierno 2023 | Mercado de Invierno 2023 | Mercado de Invierno 2023 |
| Altas                    | Altas                    | Bajas                    | Bajas                    |
| Jugadora(s)              | Procedencia              | Jugadora(s)              | Destino                  |
| ------------------------ | ------------------------ | ------------------------ | ------------------------ |
| Agustina Doré            | ????                     | Milagros Soto            | Estudiantes (LP)         |
| Camila Fernández         | Gimnasia (LP)            | Florencia Antón          | Desvinculación           |
| Sasha Gigliani           | Estudiantes (LP)         | Camila Pinto             | Desvinculación           |
|                          |                          | Mariana Flores           | Desvinculación           |
|                          |                          | Claudia Herlan           | Desvinculación           |

## Participación en campeonatos nacionales

### Cronograma
La competencia AFA oficial comenzó a disputarse desde 1991, la tercera división desde 2019, Defensores de Cambaceres hizo su primera aparición en 2021.